# Carly Rose Sonenclar
Carly Rose Sonenclar (ur. 20 kwietnia 1999 w Nowym Jorku) – amerykańska wokalistka i aktorka. W grudniu 2012 roku zajęła 2. miejsce w amerykańskiej edycji programu X Factor. Karierę aktorską rozpoczęła w 2006 roku, wkrótce po tym zadebiutowała w broadwayowskim Les Misérables jako młoda Cosette. W 2011 roku zagrała także rolę córki Alicji w broadwayowskim musicalu Wonderland. Na swoim koncie ma także występ telewizyjny w 3 sezonie The Electric Company, w którym zaśpiewała hymn amerykański.

## Kariera aktorska
Sonenclar rozpoczęła profesjonalną karierę w 2006 w teatralnej adaptacji Nocnego Łowcy, na nowojorskim festiwalu muzyki i teatru, w którym zagrała główną rolę Pearl. W tym samym roku, zadebiutowała na Broadwayu w Nędznikach jako młoda Cosette. W 2009, wystąpiła w roli Carrie Ingalls w musicalu Domek na prerii, na podstawie serii książek Laury Ingalls Wilder. Sonenclar zadebiutowała w telewizji jako Gilda Flip, w trzecim sezonie serialu telewizyjnego The Electric Company.

## Kariera muzyczna
Sonenclar śpiewała hymn Stanów Zjednoczonych dla New York Knicks na Madison Square Garden, Los Angeles Dodgers na Stadionie Dodgersów oraz na US Open w Nowym Jorku. Występowała charytatywnie.

### 2012 X Factor
W 2012 Sonenclar zgłosiła się na casting do amerykańskiej edycji programu X Factor, w którym zaśpiewała Feeling Good z repertuaru Niny Simone. Otrzymała owacje na stojąco od wszystkich sędziów i dostała się do następnej rundy. Na bootcamp zaśpiewała Pumped Up Kicks zapewniło jej to przejście do dalszego etapu programu. Była jednym z sześciu uczestników w kategorii nastolatków występujących w domach jurorskich. Dla Britney Spears i jej gościnnego sędziego Will.i.ama, wystąpiła w piosence Brokenhearted. Spears i Will.i.am odpowiedzieli pozytywnie na jej występ. Następnie Carly przeszła do szesnastki, wykonała wówczas utwór Good Feeling co zapewniło awans do topowej 13, później zaśpiewała It Will Rain, zapewniając sobie awans do najlepszej dwunastki programu, okazało się także, że zajęła drugie miejsce w ilości oddanych na nią głosów zaraz za swoim największym rywalem w programie Tate’em Stevensem. W odcinku z 12 uczestnikami zaśpiewała My Heart Will Go On, co z kolei zapewniło awans do pierwszej 10, znów zajęła drugie miejsce w głosowaniu, zaraz za Stevensem.
21 listopada, wykonała utwór Over the Rainbow, a następnego wieczora okazało się, że jest numerem jeden. 28 listopada zaśpiewała Rolling in the Deep, po czym znów zajęła pierwsze miejsce w głosowaniu. Carly zapewniła sobie występ w finałach gdzie wykonała następujące piosenki Feeling Good, How Do I Live z udziałem LeAnn Rimes, oraz utwór Hallelujah. 20 grudnia 2012 zakończyła udział w programie zajmując drugie miejsce, zwycięzcą programu został Tate Stevens.